# Carl von Basedow
Pour les articles homonymes, voir Basedow.
Carl Adolph von Basedow est un médecin allemand, né le 28 mars 1799 à Dessau (Principauté d'Anhalt-Dessau), mort le 11 avril 1854 à Mersebourg (province de Saxe). Il est connu pour sa description de la maladie de Basedow en 1840.

## Biographie
Son grand-père ou son grand-oncle est probablement Johann Bernhard Basedow, pédagogue et philosophe allemand, adepte de Jean Jacques Rousseau,.
Après des études secondaires dans sa ville natale, il étudie la médecine à l'université de Halle. En 1821, il obtient son doctorat chez Johann Friedrich Meckel (1781-1833) avec une thèse portant sur  une nouvelle technique d'amputation au-dessous du genou Commentationes in novam amputationis cruris panniculatae encheiresin.
Comme beaucoup d'étudiants d'Europe et d'Amérique de cette époque, il complète ses études par un séjour parisien. En 1821-1822, il est interne à Paris, se partageant entre la Charité et l'Hôtel-Dieu, auprès de Philibert Joseph Roux, Guillaume Dupuytren et Alexis Boyer. Il acquiert une excellente connaissance du français, et il lit facilement l'italien.
En 1822, il obtient son autorisation d'exercer et il rentre en Allemagne où il épouse Friederike Louise Scheuffelhuth. ils auront quatre enfants (trois filles et un fils, la plus jeune fille étant décédée à l'âge de six mois).
En 1822, Basedow est omnipraticien à Mersebourg. Il participe activement à la lutte contre les épidémies de choléra à Magdeburg et Mersebourg. Il devient un médecin de grande réputation, particulièrement en ophtalmologie.
En 1838, sa famille est  anoblie par le roi de Prusse. En 1842, Basedow est nommé au Königlicher Sanitätsrat (conseil sanitaire royal) ; en 1848, il devient médecin officiel du district de Merseburg, poste qu'il gardera pour le reste de sa vie.
Il meurt relativement jeune, le 11 avril 1854, à l'âge de 55 ans, à la suite d'une septicémie due à une « piqûre anatomique » (blessure accidentelle survenue en procédant à une autopsie).

## Travaux

### Maladie de Basedow
En 1840, il publie ses observations sur quatre cas d'exophtalmie. Le premier cas est une femme avec protrusion des globes oculaires sans troubles de la vue, bien qu'elle doive dormir les yeux entrouverts. Elle présentait en même temps une perte de poids avec diarrhées, et des palpitations. Son cou est gros avec une thyroïde enflée et elle garde un air d'épouvante qui la fait connaitre dans la ville comme une détraquée.
Il présente ensuite trois autres cas similaires qui lui permettent de distinguer un ensemble spécifique fait d'exophtalmie, de goitre et de palpitations (parfois appelé en son temps triade de Mersebourg). Basedow recherche si quelqu'un avant lui, a pu signaler de tels cas, et il trouve que l'oculiste parisien Charles Saint-Yves en aurait fait mention dans son traité d'ophtalmologie de 1722.
La forme complète du goitre exophtalmique était déjà soupçonnée depuis près d'un siècle, notamment par le médecin anglais Caleb Hillier Parry (en) (1755-1822) mais publié en 1825, et par le médecin italien Giuseppe Flajani (it) (1741-1808),.
Il y a enfin un problème d'antériorité avec Robert James Graves (1796-1853), professeur à l'école de médecine de Dublin qui la signale dès 1835, mais la publication passe inaperçue, l'école étant récemment fondée. Les travaux de Graves ne sont connus que par un livre à plus grande diffusion en 1843.
Le terme maladie de Basedow est proposé en 1858 par Georg Hirsch (1799-1885). Le caractère hormonal de la maladie de Basedow est établi en 1886 par Paul Julius Möbius.
Aussi selon les différents chauvinismes des rapports politiques Angleterre-France-Allemagne du XIXe siècle, la maladie est connue au Royaume-Uni sous le nom de « maladie de Graves » ou de « Parry-Graves », en Allemagne de « maladie de Basedow », et en France de « maladie de Basedow » ou « maladie de Graves-Basedow »,.

### Autres
Très engagé en hygiène et médecine préventive, il fait campagne pour l'interdiction des peintures à l'arsenic comme le Schweinfurter Grün. Il développe un système de déclaration des maladies, des analyses d'eau potable et des thérapies par l'air et la lumière dans le cadre de stations thermales.
Au total, il a publié une soixantaine de publications scientifiques. Médecin érudit, il aime publier les cas rares ou particuliers qu'il peut rencontrer : sur les polypes, la variole, la trachéotomie et les maladies des yeux.
La Carl-von-Basedow-Klinikum, hôpital universitaire de l'université Martin-Luther de Halle-Wittemberg, à Mersebourg, porte son nom.

## Éponymie
- Maladie de Basedow ;
- basedowien (ne) : qui se rapporte au goitre exophtalmique ;
- basedowiforme : qui ressemble à la maladie de Basedow ;
- basedowoïde : qui ressemble au goitre exophtalmique, mais sans signes d'hyperthyroïdie ;
- basedowisme aigu : poussée aigüe d'hyperthyroïdie au cours d'une maladie de basedow pouvant conduire au coma basedowien ;
- Phénomène de iod-Basedow ou Basedow iodique (historique) : hyperthyroïdie déclenchée par un traitement à l'iode d'un goitre bénin.